# Hispaniola
Hispaniola (auch Hispañola; spanisch La Española ‚die Spanische‘) oder Kiskeya (in der Sprache der Taíno), spanisch Quisqueya, ist mit einer Fläche von etwa 76.480 km² die zweitgrößte der Großen Antillen und gleichzeitig der gesamten Westindischen Inseln. Auf der Insel liegen die Staaten Haiti und Dominikanische Republik.

## Geografie
Ungefähr 90 km westlich liegt die größte Antilleninsel Kuba und 160 km westlich Jamaika, 120 km östlich Puerto Rico, 250 km nördlich die Gruppe der Turks- und Caicosinseln und 180 km nordnordwestlich die Inselgruppe Inagua.
Die Insel erstreckt sich 600 km in Ost-West- und 250 km in Nord-Süd-Richtung. Sie hat die Form einer nach Westen geöffneten Hand, wobei zwei gebirgige Halbinseln weit gegen Kuba bzw. in den Jamaica Channel hervorragen. Relativ flach sind nur der Osten und ein im Norden zwischen zwei Bergketten durchziehendes Längstal.

### Politische Gliederung

Dominikanische Republik und Haiti

Der größere östliche Teil der Insel bildet heute die Dominikanische Republik, der kleinere westliche Teil die Republik Haiti. (Siehe auch: Liste geteilter Inseln)

### Bevölkerung
Mit ihren mehr als einundzwanzig Millionen Einwohnern ist Hispaniola die bevölkerungsstärkste Insel der Antillen.
| Land                    | Fläche (km²) | Einwohner (2017) | Bevölkerungsdichte (Einw./km²) |
| ----------------------- | ------------ | ---------------- | ------------------------------ |
| Dominikanische Republik | 48.730       | 10.766.998       | 221                            |
| Haiti                   | 27.750       | 10.981.229       | 396                            |
| Hispaniola              | 76.480       | 21.748.227       | 284                            |

### Ursprung der Namen
Die einheimischen Taíno nannten die Insel Kiskeya (übersetzt etwa „wunderbares Land“) oder auch Ayití (übersetzt „gebirgiges Land“), woraus die heutigen Bezeichnungen „Quisqueya“ und „Haiti“ entstanden. Haiti bezeichnete also ursprünglich die gesamte Insel. Der Begriff Quisqueya findet sich in der ersten Zeile der Dominikanischen Nationalhymne („Quisqueyanos valientes, alcemos: Nuestro canto con viva emoción …“) und wird auch als Markenname verschiedener Produkte verwendet. Es gibt auch eine kleinere, nicht sehr bedeutsame politische Bewegung, die anstrebt, die beiden Staaten unter dem gemeinsamen Namen „Quisqueya“ zu vereinen.
Christoph Kolumbus nannte die Insel La Isla Española („die spanische Insel“). Engländer verballhornten den Namen zu Hispaniola („Kleinspanien“).
Die Insel Hispaniola wurde in der Kolonialzeit politisch getrennt in einen spanischen Ostteil, Santo Domingo oder San Domingo genannt, nach der gleichnamigen Stadt, und einen französischen Westteil, Saint Domingue oder Saint-Domingue. Aus dem Ostteil wurde die Dominikanische Republik, aus dem Westteil Haiti, das zeitweise in Nord-Haiti und eine südliche „Mulatten-Republik“ geteilt war.
In diesem Artikel ist, wenn nicht ausdrücklich von der Stadt gesprochen wird, mit Santo Domingo immer der Ostteil Hispaniolas gemeint. Auch ist mit Haiti der Klarheit wegen immer der Staat im Westteil der Insel gemeint.

### Geomorphologie

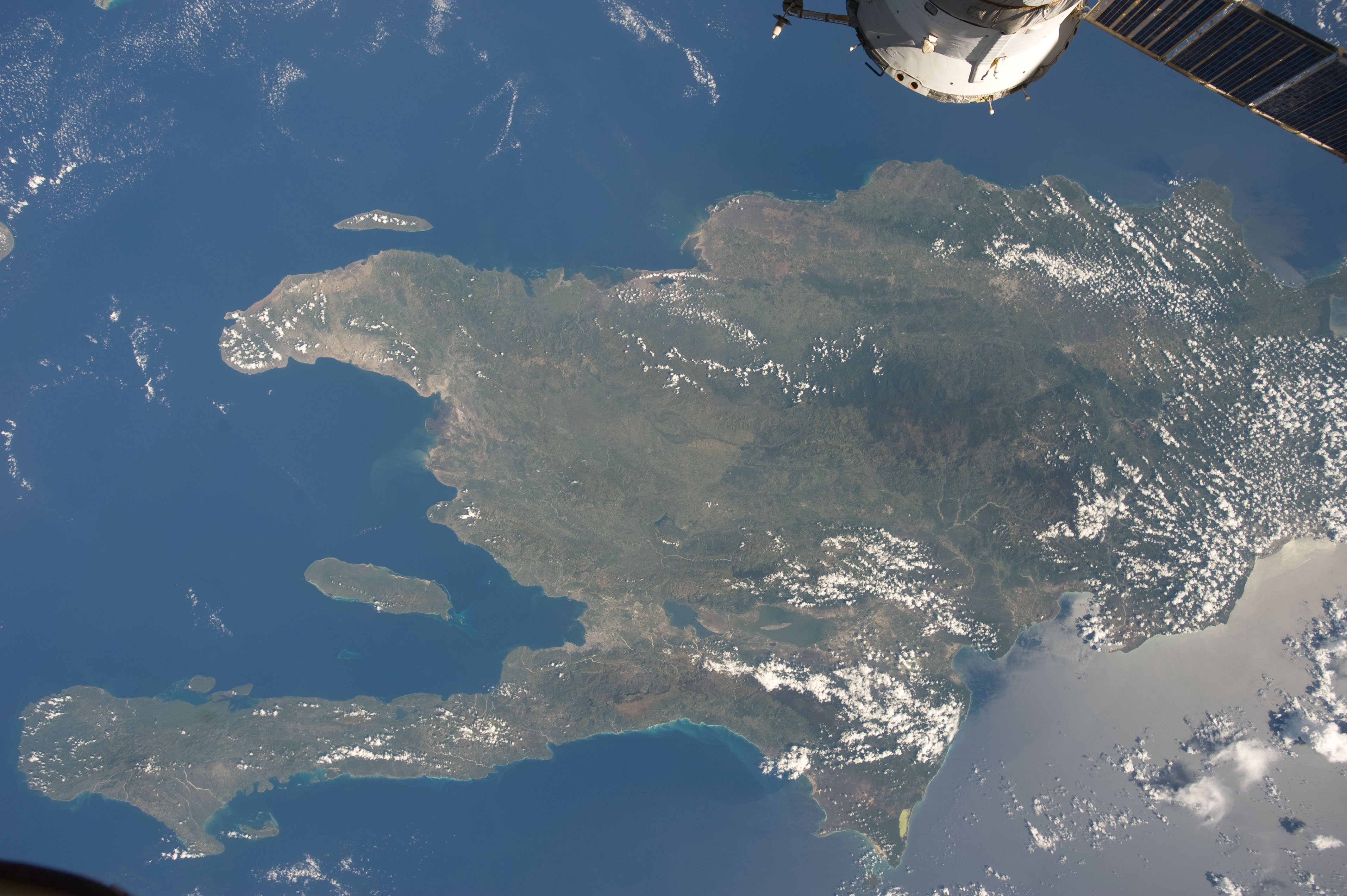
Hispaniola von der ISS aus gesehen.

Hispaniola, Jamaika, Kuba und Puerto Rico sind zusammen bekannt als die Großen Antillen. Die größten vorgelagerten Inseln sind auf haitianischer Seite die Île de la Gonâve und die Île de la Tortue sowie auf Seiten der Dominikanischen Republik die Isla Saona.
Auf der Insel liegen fünf große Bergketten, die mehr oder weniger zusammenhängen und sich über insgesamt mehr als 600 km erstrecken.
- Die Cordillera Central erstreckt sich von der südlichen Küste bis in den Nordwesten der Insel. In der Cordillera Central liegen die fünf höchsten Berge der Karibik:
  - der Pico Duarte (3098 m),
  - die Loma La Pelona (3097 m),
  - die Loma Rucilla (3039 m),
  - die Loma de la Viuda (2802 m) und
  - der Yaque (2760 m).
- Die Cordillera Septentrional verläuft parallel zur Cordillera Central an der nördlichen Küste und erstreckt sich als Halbinsel Samaná bis in den Atlantik. Der höchste Punkt dieser Bergkette ist Pico Diego de Ocampo (1249 m) zwischen Santiago und Puerto Plata.
- Im Osten der Dominikanischen Republik erstrecken sich die Cordillera Oriental (höchste Erhebung: 736 m) und Costera del Caribe.
- Die Sierra de Neiba erhebt sich im Südwesten der Dominikanischen Republik und verläuft nordwestlich nach Haiti als Montagnes Noires, Chaîne des Matheux und Montagnes du Trou d’Eau. Das Zentralplateau liegt zwischen dem Nordmassiv und den Montagnes Noires. Die Plaine de l’Artibonite liegt zwischen den Montagnes Noires und den Chaîne des Matheux und erstreckt sich westwärts zum Golf von Gonâve. Die höchste Erhebung ist 2177 m hoch (nördlich des Lago Enriquillo).
- Die südliche Bergkette beginnt als Sierra Baoruco und erstreckt sich westwärts unter dem Namen Massif de la Selle und Massif de la Hotte und bildet die südwestliche Halbinsel Haitis. Morne de la Selle ist mit 2715 m die höchste Erhebung der Bergkette und der höchste Gipfel Haitis. Auf der dominikanischen Seite sind die höchsten Erhebungen 2368 m und 2085 m hoch. Eine Tiefebene verläuft parallel zur südlichen Bergkette, die in Haiti als Plaine du Cul-de-Sac bekannt ist und an deren westlichen Ende Haitis Hauptstadt Port-au-Prince liegt. In der Tiefebene liegen einige Salzwasserseen, unter anderem die Saumatre-Lagune in Haiti und der Enriquillo-See in der Dominikanischen Republik.

Die zum Teil großen Höhenunterschiede auf der Insel Hispaniola in Verbindung mit tropischen Regenfällen haben schon häufiger, zuletzt zweimal im Jahr 2004, zu schweren Überschwemmungen mit Tausenden von Todesopfern geführt:
Im Mai 2004 war die Region um Jimaní im Süden der Insel betroffen, der Arroyo Blanco trat über die Ufer (nördlich der Gebirgskette Massif de la Selle/Sierra de Baoruco, zwischen den Seen Étang Saumatre und Lago Enriquillo), im September 2004 der Norden, besonders das Cibao-Tal in der Nähe des Río Yaque del Norte, und am schwersten die Region um die haitianische Stadt Gonaïves.
Die Insel liegt auf der Grenze der Nordamerikanischen und der Karibischen Platte und ist deshalb ein potentielles Erdbebengebiet. Am 4. August 1946 gab es in der Dominikanischen Republik ein Beben der Stärke 8,1 (Epizentrum auf der Halbinsel Samana), am 26. September 2003 ein Beben der Stärke 6,8 (Epizentrum nahe Puerto Plata). Am 12. Januar 2010 erschütterte ein verheerendes Erdbeben der Stärke 7,0 Haiti (Nähe Carrefour, Port-au-Prince, Delmas). Am 14. August 2021 ereignete sich in Haiti ein Erdbeben der Stärke 7,2 (Epizentrum etwa 125 Kilometer westlich der Hauptstadt Port-au-Prince) mit ca. 2.000 Todesopfern und ca. 9.900 Verwundeten. Hierbei wurden nach offiziellen Angaben (Stand 18. August 2021) 7.000 Gebäude zerstört und 5.000 beschädigt. Ca. 30.000 Familien wurden obdachlos.

### Flora und Fauna

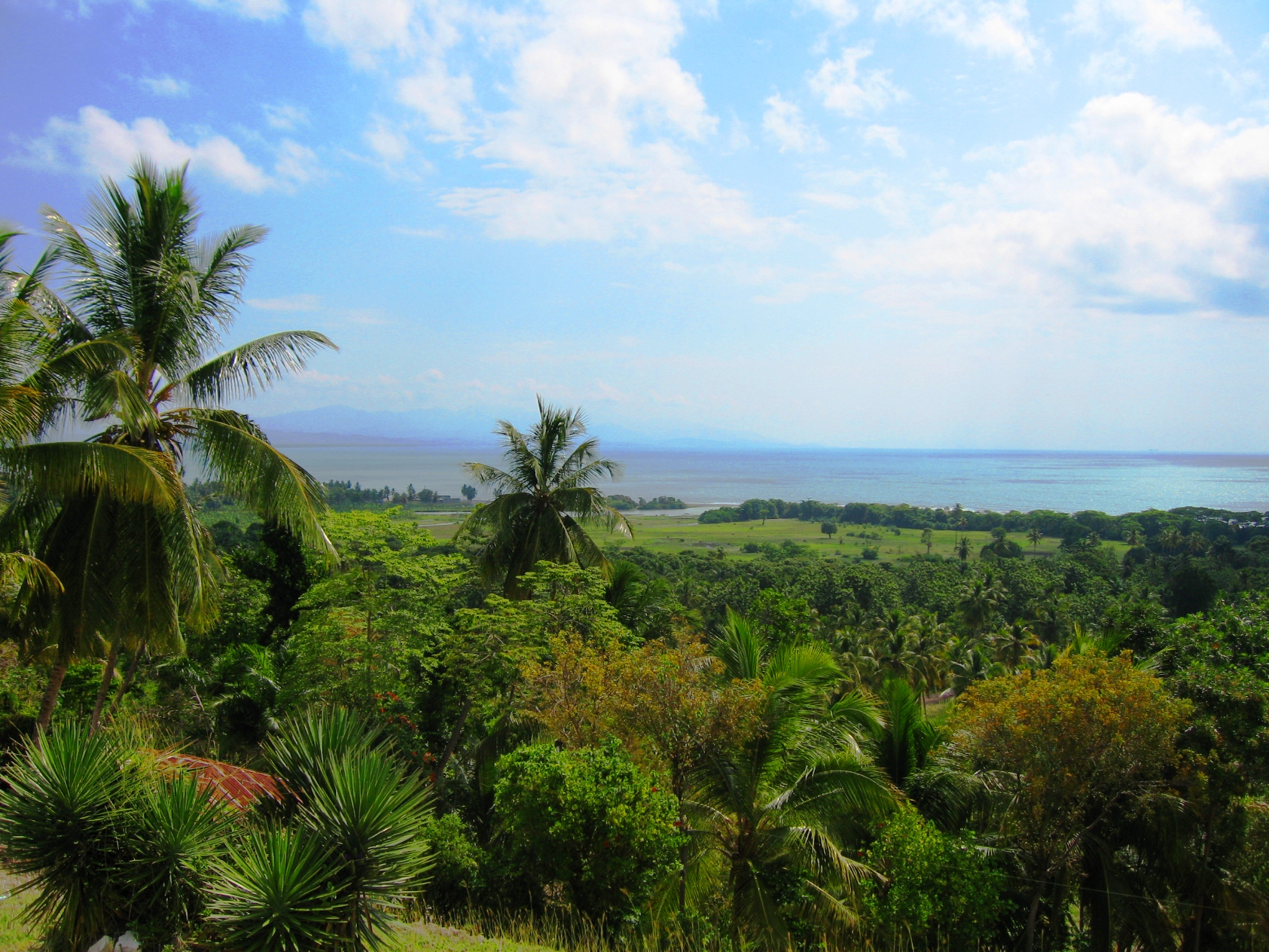
Landschaft in Haiti

Das Klima auf Hispaniola ist allgemein feucht und tropisch. Die Insel hat vier verschiedene Ökoregionen. Feuchtwälder bedecken etwa 50 % der Insel, besonders den nördlichen und östlichen Teil, vorwiegend das Tiefland, aber auch bis in eine Höhe von 2100 m. Die Region der Trockenwälder bedeckt etwa 20 % der Insel im Regenschatten der Berge im Süden und Westen sowie im Cibao-Tal im mittleren Norden der Insel. Die hispaniolischen Kiefernwälder bedecken die bergigsten 15 % der Insel oberhalb von 850 m. Die Enriquillo-Feuchtlande sind eine Region überschwemmter Weiden und Savannen, die die Seenkette des Enriquillo-Sees, der Rincón-Lagune, des Caballero-Sees, der Saumatre-Lagune und des Trou Cayman umgibt.
Im Teil der heutigen Dominikanischen Republik ist die Tierwelt sehr vielfältig: In den Zuckerrohrplantagen leben Goldstaubmungos, die als Neozooen zur Bekämpfung der Rattenplage ausgewildert wurden, in den Ökonischen gibt es z. B. Seevögel, Kolibris, Reptilien (Land- und Meeresschildkröten, Wirtelschwanzleguane), Amphibien (Frösche etc.), Reiher, Flamingos sowie viele Fischarten. Die Republik Haiti legt weniger Wert auf den Schutz ihrer Öko-Ressourcen und erkannte nicht das wichtige Potenzial für den Tourismus. Wälder werden bedenkenlos abgeholzt; die Landoberfläche verkarstet und Abspülungen führen zum Verlust fruchtbarer Flächen, es bilden sich auch Muren.

## Geschichte

### Präkolumbische Zeit
Bis 1492 lebten auf Hispaniola hauptsächlich die indigenen Völker der Arawak, Ciboney und der Kariben. Genetische Studien deuten auf eine präkolumbische Besiedlung von 10.000 bis 50.000 Menschen auf Hispaniola hin.
Vor der Eroberung durch Europäer existierte auf der Insel die Kultur der Arawak, die aus Venezuela stammten und seit dem 7. Jahrhundert v. Chr. über die Kleinen Antillen eingewandert waren. Sie waren um 1650 auf der Insel ausgestorben.

### Spanische Kolonisation

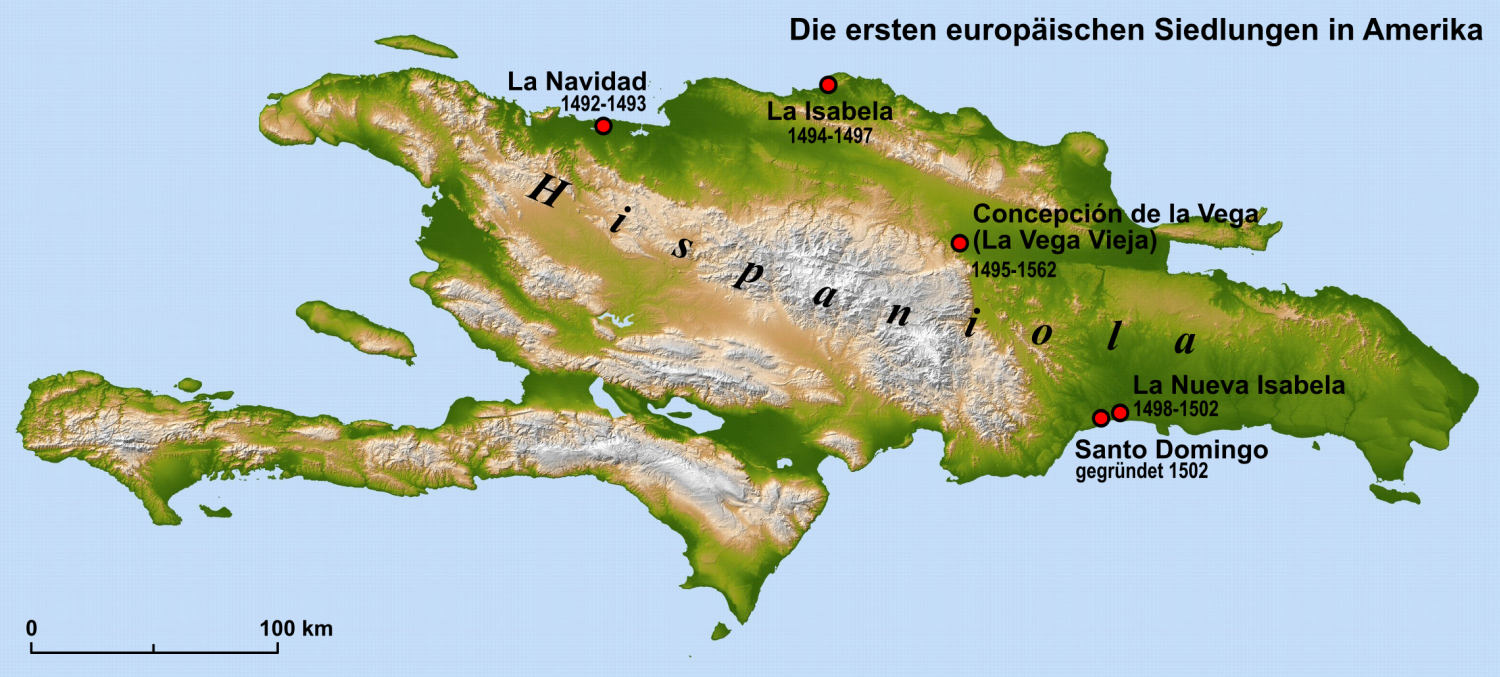
Die ersten Siedlungen auf Hispaniola

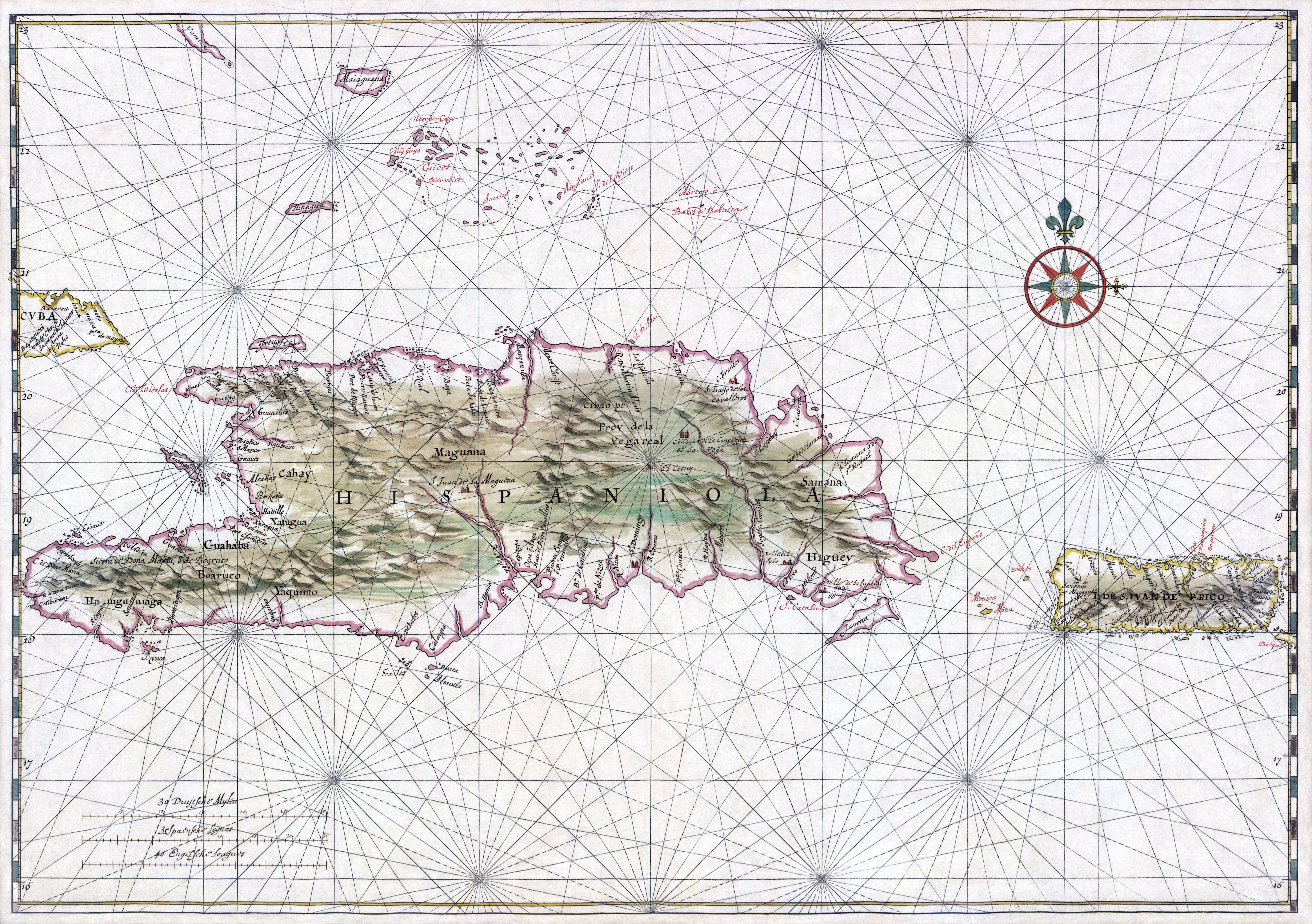
Nautische Karte von 1639

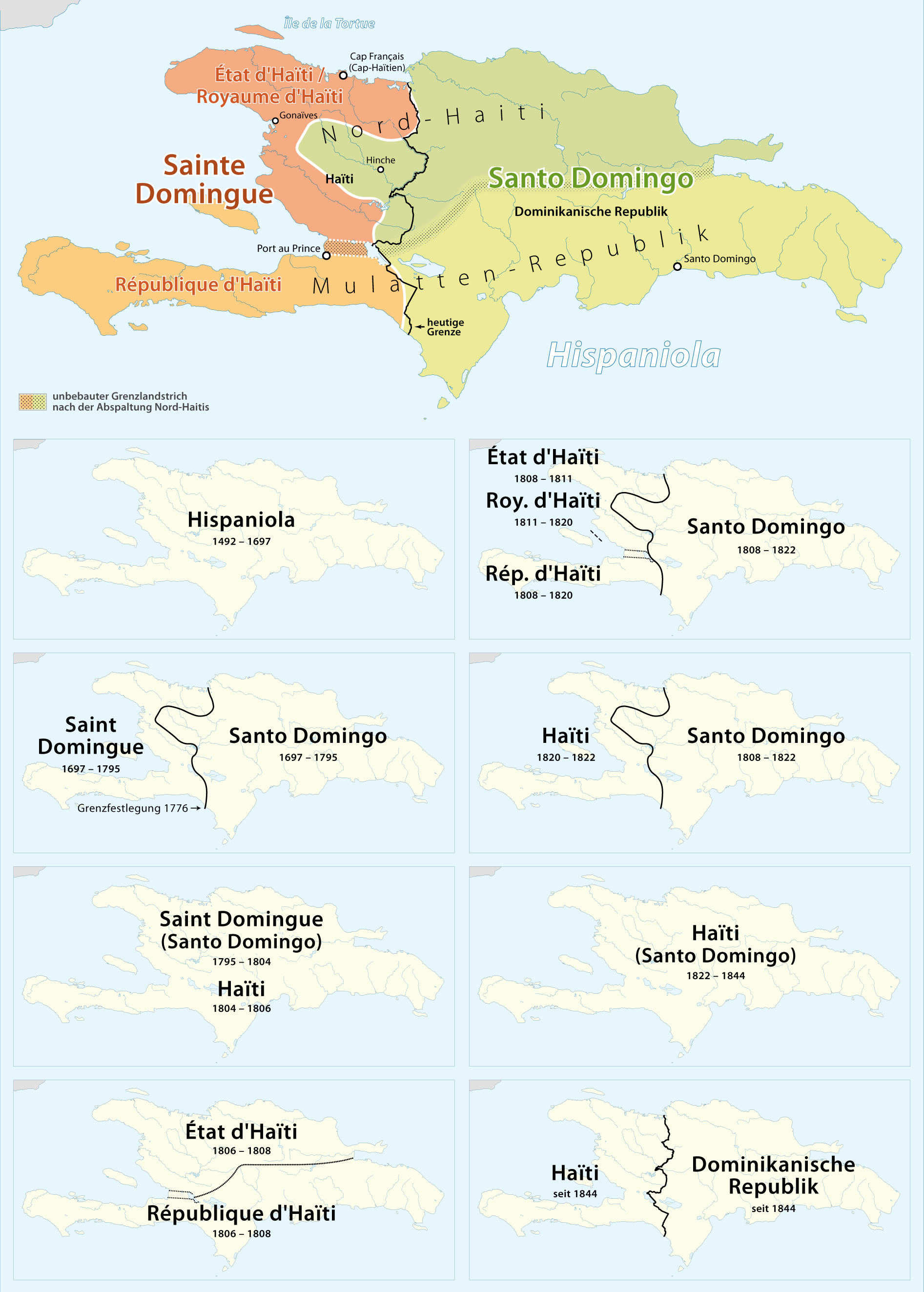
Haiti und Dominikanische Republik – Gebietsentwicklung ab 1492

Am 5. Dezember 1492 erreichte Christoph Kolumbus Hispaniola. Nach Goldlagerstätten forschend erkundete Kolumbus Stellen, die sich zur Landung von Schiffen eigneten. Vor seiner Rückkehr nach Europa errichtete er mit Hilfe der Arawak aus den Trümmern des gestrandeten Schiffs Santa Maria das Fort La Navidad, die erste Kolonie in Amerika. Er ließ eine Besatzung von 40 Mann zurück.

#### Eroberung und Gründung der Stadt Santo Domingo
Bei seiner Rückkehr nach Hispaniola am 28. November 1493 fand er das Fort in Trümmern; Arawak unter ihrem Anführer(„Kazike“) Caonabó hatten es nach Gewalttaten und Plünderungszügen der Spanier zerstört und die Besatzung beendet. Kolumbus ließ daraufhin in einem Feldzug viele Arawak versklaven und nach Spanien verschleppen, was nicht auf Zustimmung des spanischen Königspaares stieß. Die Spanier legten im Osten des Kap Monte Cristi im Januar 1494 die Stadt La Isabela an, von wo aus sie sich die reichen Goldminen von Cibao aneigneten und zu deren Sicherung das Fort St. Thomas errichteten.
1496 trat Kolumbus die Heimreise an, und sein Bruder Bartolomeo gründete an der Mündung des Río Ozama die Stadt Santo Domingo, die Hauptstadt der Insel wurde und ihr beziehungsweise ihrem Ostteil später den Namen gab. Seit La Isabela aufgegeben wurde, ist Santo Domingo die älteste noch bestehende von Europäern gegründete Siedlung in Amerika.
Am 31. August 1498 kam Kolumbus erneut in die Stadt Santo Domingo, versuchte, Streitigkeiten der Siedler mit seinem Bruder zu schlichten und verstärkte die Christianisierung sowie die Suche nach Gold. Aufgrund negativer Berichte ersetzte der spanische Hof Kolumbus als Gouverneur durch Francisco de Bobadilla, der am 23. August 1500 Hispaniola erreichte. Er nahm die Brüder Kolumbus gefangen und schickte sie in Ketten nach Spanien. Dort wurden sie durch das Königspaar begnadigt, jedoch nicht wieder in ihre ehemaligen Ämter eingesetzt.

#### Sklaverei und Widerstand
Die Ureinwohner litten unter dem 1503 eingeführten Encomienda-System, das sie zur Zwangsarbeit verpflichtete. Nach den Aufzeichnungen des Chronisten Las Casas lebten auf Hispaniola 1508 nur noch 60.000 Indigene.
Sklavenarbeit, die Verfolgung Flüchtiger und die aus Europa und Afrika eingeschleppten Seuchen, gegen die die Indigenen nicht immun waren, führte zu einem raschen Sterben der Bevölkerung. Die von Bobadilla und seinem Nachfolger Nicolás de Ovando ausgebeuteten Goldminen von San Cristoforo waren eine der Stätten des Sterbens.
1501 führte der Kaufmann Pedro de Atienza aus Concepción das Zuckerrohr endgültig in Hispaniola ein, nachdem zuvor erste Anbauversuche mit den wohl 1493 von Kolumbus selbst aus Madeira mitgebrachten Zuckerrohrpflanzen erfolglos geblieben waren. Umfangreiche Versuche führten in den Jahren bis 1512 zur erfolgreichen Herstellung von kristallinem Zucker, und Gil González Dávila gab den Impuls zum Plantagen- und Zuckermühlenbau auf der ganzen Insel. Da viele der Einheimischen bereits umgekommen waren, verschleppte Ovando 40.000 Taíno von den Bahamas, und nach deren massenhaftem Sterben durch Seuchen wurden Menschen aus Afrika als Sklaven verschleppt – die ersten wohl 1503.
Anacaona, die Anführerin von Jaragua und Witwe des Widerstandsführers Caonabó, wurde 1503 von spanischen Truppen unter Alonso de Ojeda gefangen genommen. Ihre Anhänger wurden im Massaker von Jaruagua verhaftet oder verbrannt. Anacaona wurde wegen Verschwörung angeklagt und gehängt.
1509 wurde Diego Colón, Sohn von Christoph Kolumbus, Gouverneur und später auch Vizekönig Hispaniolas. 1512 fand die Einweihung der Universität von Santo Domingo statt, der ersten Universität in der Neuen Welt.
In der Zeit zwischen 1519 und 1533 erhoben sich die etwa 4.000 überlebenden Indigenen unter ihrem Anführer Enriquillo erfolglos gegen die Spanier. 1522 schlossen sich schwarze Sklaven ihrem Aufstand an. Sie wurden in den folgenden Jahren und Jahrzehnten fast vollständig ausgerottet. Nach einem Friedensschluss auf Geheiß der Spanischen Krone überließen ihnen die Spanier ein kleines Gebiet bei Boyà bzw. Azua, circa 100 Kilometer nordöstlich von Santo Domingo. Dass sich dort bis heute Nachkommen erhalten haben, beruht auf einer Legende. Wahrscheinlich vermischten sich die Indigenen mit den Nachkommen von Afrikanern und Europäern und verloren mit der Zeit ihre kulturelle und ethnische Identität. Anderen Berichten zufolge starben sie schon im späten 16. Jahrhundert durch eine Seuche aus.
Von 1537 bis 1548 kam es zu Aufständen geflohener schwarzafrikanischer Sklaven, die Cimarrones genannt wurden. 1542 lebten auf der Insel 200 Indigene, 5000 Spanier und 30.000 afrikanische Sklaven. 1586 eroberte und plünderte der englische Freibeuter Francis Drake die Stadt Santo Domingo. Ein weiterer englischer Angriff fand 1655 unter Admiral William Penn statt.

### Aufteilung zwischen Spanien und Frankreich von 1697 bis 1804

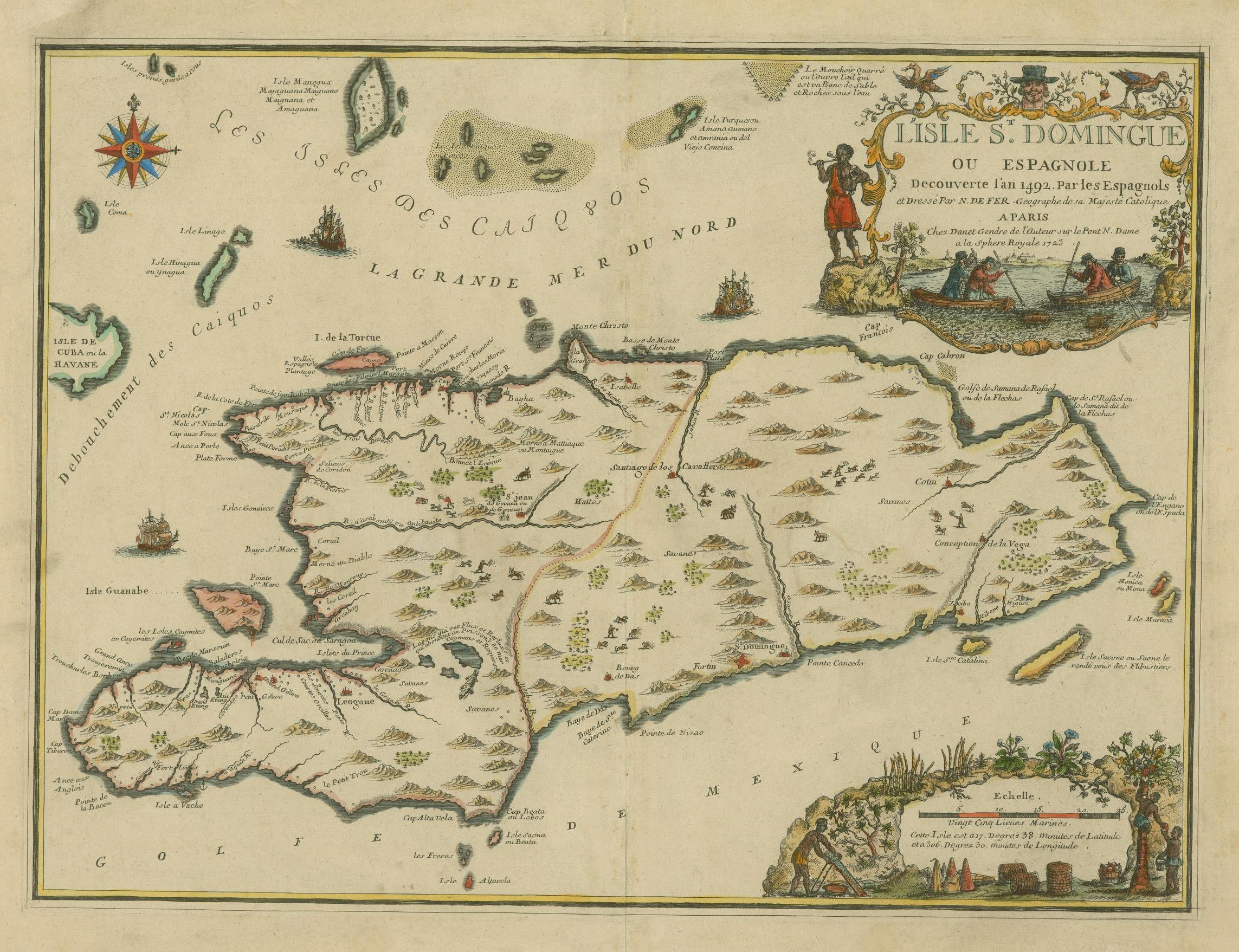
Historische Karte von 1723

Ab 1625 setzten sich französische und englische Freibeuter – Bukanier und Flibustier – auf der nahen, nördlich vorgelagerten Insel Tortuga fest. Sie wurden zwar später vertrieben, aber eine vorwiegend aus Franzosen bestehende Gruppe von ihnen siedelte sich als Pflanzer auf der menschenleeren Nordküste Hispaniolas an und bat Frankreich, sie gegen die Spanier zu unterstützen. Ludwig XIV. sandte daraufhin 1661 Bertrand d’Ogeron als Gouverneur nach Hispaniola.
Er gründete im westlichen Teil der Insel 1665 eine französische Kolonie. 1670 gründete er die Hafenstadt Cap François, das spätere Cap Français, das heute Cap-Haïtien heißt. Sie war die erste größere französische Siedlung auf der Hauptinsel und wurde 1686 von den Spaniern zerstört. Im Jahr 1691 wurde eine neue französische Kolonie durch Jean Baptiste du Casse gegründet. Im Frieden von Rijswijk verzichtete Spanien 1697 zugunsten Frankreichs auf den westlichen Teil der Insel, der „Saint Domingue“ hieß. 1776 wurde die Grenze zwischen beiden Landesteilen festgelegt, die grob der heutigen Grenze zwischen Haiti und der Dominikanischen Republik entspricht. Der französische und der spanische Teil Hispaniolas entwickelten sich sehr unterschiedlich.

#### Santo Domingo
In Santo Domingo lahmte die Entwicklung. Die Goldfunde, die viele Spanier in die Kolonie gezogen hatten, gingen zur Neige. Viele Spanier zogen weg, und diejenigen, die blieben, verarmten oft und ließen ihre Sklaven häufig frei. Von den 125.000 Einwohnern, die 1790 gezählt wurden, waren 15.000 Sklaven.
Im Friede von Basel zwischen Spanien und Frankreich vom 22. Juli 1795 wurde das Gebiet Santo Domingo den Franzosen unterstellt und an das französische Saint Domingue angeschlossen, das die Oberhoheit über Santo Domingo jedoch nur theoretisch ausübte.
Am 26. Januar 1801 besetzte Toussaint L’Ouverture  das de facto noch spanische Santo Domingo. Die Sklaverei wurde abgeschafft.

#### Saint Domingue und der Aufstand von 1791
1789 kam fast die Hälfte des weltweit produzierten Zuckers aus der französischen Kolonie, die auch in der Produktion von Kaffee, Baumwolle und Indigo Weltmarktführer war.
Nach Saint-Domingue wurden sehr viele Sklaven importiert, die entsprechend dem 1685 erlassenen Code noir leben mussten, der den Sklaven einige Rechte zugestand, die weißen „Herren“ einerseits zur Versorgung der Sklaven zwang und ihnen andererseits das Recht auf körperliche und grausame Bestrafung gab. Der Plantagenbau wuchs, die Wirtschaft florierte, und die Kolonie blühte nach dem Spanischen Erbfolgekrieg auf.
Am 26. November 1749 wurde Port-au-Prince gegründet und zur Hauptstadt gemacht. Saint Domingue war zeitweise die reichste Kolonie Frankreichs. Bei einer Zählung 1788 lebten dort 455.089 Menschen, davon 27.717 Weiße. Sie bildeten die Oberschicht. 21.808 sogenannte Mulatten, die meist frei, aber gegenüber den europäischstämmigen Weißen nicht als gesellschaftlich ebenbürtig anerkannt waren, und mit einem Bevölkerungsanteil von knapp 90 Prozent überwältigende Mehrheit Schwarze, die als Sklaven die unterste Schicht bildeten. 1798 „Mulatten“ und die kleine Gruppe freier Schwarzer waren Eigentümer von einem Drittel aller Plantagen und einem Viertel aller Sklaven Saint Domingues.
Wegen der schlechten Behandlung der Sklaven flohen regelmäßig Tausende in die Berge, und es gab wiederholt Aufstände. Maroons oder Cimarrones bildeten sich aus den Entkommenen, isolierte Plantagen wurden manchmal überfallen. Im März 1758 wurde der 18 Jahre zuvor geflohene Sklave François Mackandal, der zahlreiche Aufstände angeführt hatte, zur Strafe in Cap Français öffentlich lebendig verbrannt. Die afrikanischen Sklaven brachten ihre Religion und Kultur mit, darunter den Voodoo-Glauben, der sich aus dem westafrikanischen Vodun-Kult entwickelte.
Am 19. Februar 1788 wurde die Société des Amis des Noirs (deutsch „Gesellschaft der Freunde der Schwarzen“) in Paris gegründet. Ihr Ziel war die Abschaffung des Sklavenhandels und eine schrittweise Abschaffung der Sklaverei. Sie sollte ideologisch großen Einfluss auf die Geschichte Saint Domingues gewinnen.
Angeregt durch die Französische Revolution forderten die Europäer in der Kolonie mehr Autonomie von Frankreich, die Gemischt-Ethnischen ihre Gleichstellung und die Sklaven ihre Freiheit. Die mit einem Bevölkerungsanteil von ungefähr sechs Prozent zahlenmäßig geringe europäische Bevölkerung von Saint Domingue war durch die Revolution gespalten in „große“ und „kleine Weiße“, das heißt in Grundbesitzer und Gewerbsleute, Konstitutionelle und Monarchisten sowie in Anhänger und Gegner der Kolonialregierung. Am 8. März 1790 erging der Beschluss über die Bildung von „Kolonialversammlungen“, in denen nur Kolonisten, also Europäer, vertreten waren. Die Versammlungen sollten in den Kolonien eine Art Autonomie ermöglichte. Mit „Mulatten“ oder Schwarzen wollte die Oberschicht ihre Macht nicht teilen; man sprach von einer „entarteten Menschenrasse“. Der Versuch der Mulatten unter der Führung von Vincent Ogé und Jean-Baptiste Chavannes, ihre Forderungen durchzusetzen, endete mit der Niederschlagung des Aufstandes im Oktober 1790, sowie der Folterung und Hinrichtung der beiden in Cap Français im Februar 1791.
Der 14. August 1791, als sich im Bois-Caïman, dem „Krokodilwald“ in der Nordebene des heutigen Haiti, mehrere Sklaven zu einer Voodoo-Zeremonie trafen, gilt als der Beginn des Aufstandes der Sklaven, der letztlich zur Unabhängigkeit Haitis führte und historisch die erste Dekolonisation von Farbigen war. Der Aufstand brach am 22. oder 23. des Monats los und wurde von Dutty Boukman, Biassou und Jean-François angeführt. Er begann in der Umgebung von Cap Français und verbreitete sich nach Einnahme der Stadt durch die Sklaven zwischen dem 21. und dem 23. Juni 1793 über die ganze Kolonie. Über 200 Plantagen gingen in Flammen auf. 2.000 Weiße und 10.000 Schwarze wurden getötet. Die von Frankreich in die Kolonie entsandten Bevollmächtigten Polverél, Santhonax (die Schreibweise Sonthonax kommt auch vor) und Ailhaud, die im September 1792 ankamen, konnten und wollten nicht dagegen einschreiten. Vielmehr verfügten sie im August bzw. September 1793 die Abschaffung der Sklaverei.

François-Dominique Toussaint L’Ouverture auf einem Stich von 1802.

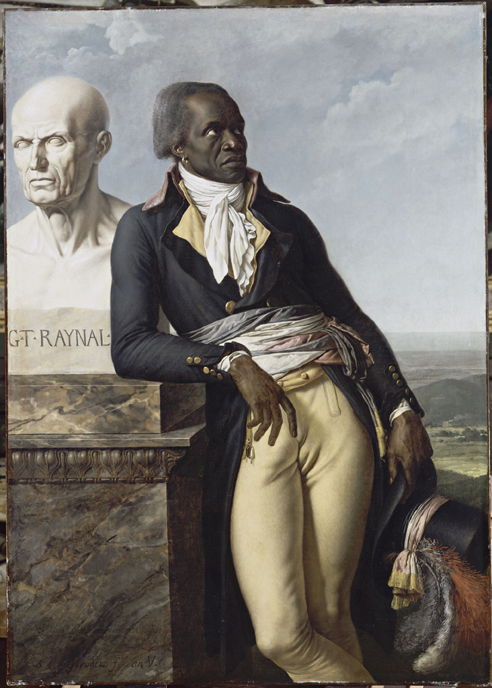
Anne Louis Girodet-Trioson: Porträt des Bürgers Belley, Abgeordneter von Saint Domingue, ca. 1797, Versailles, Musée National du Château et de Trianon

In den folgenden Jahren der europäischen Koalitionskriege, insbesondere zwischen Frankreich und Großbritannien, schaffte es Toussaint L’Ouverture, in wechselnden Allianzen eine weitgehende Selbstständigkeit der Kolonie zu erkämpfen. Der heutige Nationalheld Haitis war ein freigelassener Sklave, der selbst Kaffeepflanzer und Sklavenhalter geworden war, sich wenige Wochen nach dessen Beginn dem Aufstand anschloss und die Führung übernahm.
Als 1793 die Spanier und Engländer mehrere Plätze der Kolonie besetzten, verband sich das Heer der Sklaven mit dem der französischen Truppen, die unter General Étienne Lavaux zur Behauptung der Insel gelandet waren. Die weißen Kolonisten wurden von den Generälen der Aufständischen, Rigaud und Toussaint, schließlich 1797 gezwungen, die Insel ganz zu verlassen, worauf das französische Direktorium am 4. Februar 1798 den Schwarzen in den französischen Kolonien völlige Freiheit und gleiche Rechte mit den Weißen bewilligte. Gleichzeitig wurde Toussaint zum Obergeneral aller Truppen in Haiti ernannt. 1799 wurde er Gouverneur der Kolonie. Von 1799 bis 1800 tobte ein Bürgerkrieg zwischen Schwarzen und „Mulatten“, in dem Letztere unterlagen. Toussaint besetzte nicht nur Santo Domingo, sondern besiegte auch die englischen Freibeuter. Er strebte nach Unabhängigkeit von Frankreich und gab der Insel im Jahr 1801 eine eigene Verfassung. Toussaint wurde dabei Gouverneur und Alleinherrscher auf Lebenszeit. Die Plantagen wurden wieder in Betrieb genommen und von ehemaligen Sklaven nun in Zwangsarbeit bewirtschaftet. Eine andere Quelle würdigt die wirtschaftlichen Maßnahmen Toussaints als Landreform.
Napoléon Bonaparte schickte 1801 General Charles Victoire Emmanuel Leclerc als Capitaine général mit 44.000 Mann nach Haiti, wo er im Februar 1802 ankam. Toussaint widersetzte sich anfangs seiner Landung bei Cap François, musste sich jedoch bald ins Innere zurückziehen. Am 25. Februar 1802 wurde Santo Domingo besetzt und die Sklaverei wiederhergestellt, obwohl Bonaparte erst am 20. Mai 1802 die Wiedereinführung der Sklaverei in den französischen Kolonien erließ. Toussaint wurde am 6. oder 7. Juni 1802 gefangen genommen und nach Frankreich deportiert, wo er am 7. April 1803 in der Haft starb. Geschickte militärische Operationen, eine britische Seeblockade und eine Gelbfieber-Epidemie machten den Interventionstruppen Napoléons jedoch schwer zu schaffen. Auch Leclerc starb daran. Sein Nachfolger wurde Rochambeau. Da die verbliebenen weißen Pflanzer die Sklaverei durchzusetzen suchten, kam es erneut zum Aufstand – diesmal unter dem schwarzen General Jean-Jacques Dessalines. Er besiegte am 18. November 1803 die vom Gelbfieber dezimierten Franzosen unter Rochambeau und fügte damit Napoléon seine erste Niederlage zu. Dessalines krönte sich zum Kaiser wie sein Gegner, die Franzosen und anderen Weißen mussten nach einem Massaker im März 1804 die Insel räumen. Von 1791 bis 1804 sollen etwa 200.000 Menschen ums Leben gekommen sein.

### Haiti bis zur Unabhängigkeit der Dominikanischen Republik 1844
Am 1. Januar 1804 proklamierte Jean-Jacques Dessalines die Unabhängigkeit von Saint Domingue. In den folgenden vier Jahrzehnten war Santo Domingo mehrfach unter der Kontrolle des westlichen Inselteils. Am 27. Februar 1844, mit der Proklamation der Dominikanischen Republik (República Dominicana), erlangte Santo Domingo endgültig seine Unabhängigkeit.